# John Hart (delegat)
John Hart (ur. 1711 w Stonington (Connecticut), zm. 11 maja 1779w  Hopewell, Hrabstwo Hunterdon) – amerykański delegat Kongresu Kontynentalnego ze stanu New Jersey, sygnatariusz Deklaracji Niepodległości Stanów Zjednoczonych.

## Życiorys
John Hart urodził się w Stonington, w stanie Connecticut. Z rodzicami przeniósł się do Hopewell Township (Hrabstwo Hunterdon), w stanie New Jersey. Uczęszczał do prywatnej szkoły. W latach 1768–1775 sędzia sądów w Hrabstwie Hunterdon. Członek Kongresu Kontynentalnego od 22 czerwca do 30 sierpnia 1776 roku. Zmarł w swojej posiadłości w pobliżu Hopewell, w Hrabstwie Hunterdon, w stanie Connecticut.